# Lake Roberts
Lake Roberts es un lugar designado por el censo ubicado en el condado de Grant en el estado estadounidense de Nuevo México. En el Censo de 2010 tenía una población de 53 habitantes y una densidad poblacional de 72,31 personas por km².

## Geografía
Lake Roberts se encuentra ubicado en las coordenadas 33°1′53″N 108°10′8″O / 33.03139, -108.16889. Según la Oficina del Censo de los Estados Unidos, Lake Roberts tiene una superficie total de 0.73 km², de la cual 0.73 km² corresponden a tierra firme y (0%) 0 km² es agua.

## Demografía
Según el censo de 2010, había 53 personas residiendo en Lake Roberts. La densidad de población era de 72,31 hab./km². De los 53 habitantes, Lake Roberts estaba compuesto por el 98.11% blancos, el 0% eran afroamericanos, el 0% eran amerindios, el 0% eran asiáticos, el 0% eran isleños del Pacífico, el 1.89% eran de otras razas y el 0% pertenecían a dos o más razas. Del total de la población el 9.43% eran hispanos o latinos de cualquier raza.